# Per Sandahl Jørgensen
Per Sandahl Jørgensen (nascido em 2 de agosto de 1953) é um ex-ciclista dinamarquês. Foi um dos atletas que representou a Dinamarca nos Jogos Olímpicos de 1980, em Moscou, onde competiu e não completou na prova de estrada.